# Томассевич, Рауль
Рауль Энрике Менендес Томассевич (исп. Raúl Enrique Menéndez Tomassevich; 30 мая 1929, Сантьяго-де-Куба — 17 августа 2001, Гавана) — кубинский генерал, член ЦК Коммунистической партии Кубы. Участник Кубинской революции, сподвижник братьев Кастро и Че Гевары. После прихода к власти занимал различные посты в кубинской армии и полиции. Руководил военным подавлением антикоммунистического Восстания Эскамбрай. Возглавлял кубинскую военную миссию в Анголе во время гражданской войны. Был удостоен звания Герой Кубы.

## Студент и заключённый
Родился в семье учителя Энрике Менендеса Медины (родом из Сеуты) и Луизы Томассевич Льямос, был их первым ребёнком. Многодетная семья жила в материальной нужде, школьником Рауль Томассевич работал посыльным на фабрике. После школы учился в Институте второго образования Сантьяго-де-Куба. С юности проникся леворадикальными взглядами. Был противником режима Фульхенсио Батисты. Участвовал в уличных протестах, написании настенных лозунгов, осуждавших Батисту как тирана. Состоял в антиправительственной студенческой организации «Молодая Куба» (Joven Cuba). Несколько раз задерживался полицией. По характеру отличался энергией, активностью и авантюрными наклонностями.
23 сентября 1952 Рауль Томассевич был арестован и приговорён к восьми годам тюрьмы. Сам Томассевич признавал, что уголовное дело не имело никакой политической составляющей — он подделал подпись алькальда Сантьяго-де-Куба Фелипе Фернандеса Кастильо, чтобы получить «много песо» с его банковского счёта. Отбывал заключение в тюрьме Бониато (провинция Орьенте). В заключении Рауль Томассевич примкнул к революционерам. Поддержал голодовку участников нападения на казармы Монкада, отбывал за это наказание в карцере. Сдружился, в частности, с бывшим сержантом Браулио Куруно Триминьо, осуждённым в 1954 за несогласие с уголовным преследованием «монкадистов».

## В подполье и революции
30 ноября 1956 Рауль Томассевич бежал из тюрьмы с группой революционеров (побег организовал Франк Паис). Присоединился к Движению 26 июля, организовал подпольную группу в Сантьяго-де-Куба. Пытался присоединиться к революционной повстанческой армии в горах Сьерра-Маэстра, но получил оттуда указание вернуться в подполье Сантьяго-де-Куба.
В 1957 Рауль Томассевич возглавил партизанский отряд в районе Альто-Сонго. Охранял ферму, на которой тайно производилась взрывчатка для революционной армии. Выявлял и устранял агентуру Батисты. Организовал нападение на армейский штаб в Маяри, в ходе которого было захвачено оружие и боеприпасы.
20 марта 1958 Рауль Томассевич со своим отрядом присоединился к колонне Рауля Кастро. С тех пор между ними установились близкие личные отношения. Командовал ротой в звании капитана. Вместе с революционной армией наступал на Гавану, лично участвовал в боях, в том числе в Эскамбрае. Вступал в Гавану 1 января 1959.

## Руководство подавлением восстания
После победы Кубинской революции Рауль Томассевич в звании команданте стал одним из организаторов национальной революционной полиции. Был начальником транспортного управления полиции. Затем перешёл на службу в кубинскую армию, участвовал в боях на Плайя-Хирон.
В январе 1961 Рауль Томассевич был направлен в провинцию Лас-Вильяс на подавление антикоммунистического Восстания Эскамбрай. После победы на Плайя-Хирон вернулся в Эскамбрай. С июле 1962 возглавил силы специального назначения LCB — Lucha Contra Bandidos, армейский «отдел по борьбе с бандитами». Фактически Томассевич осуществлял оперативное руководство правительственными силами в контрповстанческой войне.
Кубинские антикоммунистические источники отмечают, что именно такой человек был необходим Фиделю Кастро в зоне боевых действий:

Томассевич имел опыт предыдущей борьбы в этом районе и талант мыслить по-повстанчески. В разгар битвы он мог предвидеть, как будут действовать партизаны, чтобы прорвать окружение.

Действия Томассевича в Эскамбрае характеризовались большой жёсткостью и своеобразной креативностью. Под его командованием были проведены операции, в ходе которых убиты главнокомандующий повстанческой армией Эскамбрая Освальдо Рамирес, его преемник Томас Сан-Хиль, повстанческий командир на севере Лас-Вильяс Тондике, командир повстанцев Камагуэя Арнольдо Мартинес Андраде. Было налажено оперативное взаимодействие регулярных армейских частей и массы ополченцев-milicias с полицией и органами госбезопасности — в результате которого захвачен преемник Сан-Хиля Хулио Эмилио Карретеро, впоследствии Висенте Мендес и Амансио Москеда.

## Зарубежные военные миссии
В 1966, после подавления кубинского антикоммунистического повстанчества, Рауль Томассевич был направлен с военной миссией в Португальскую Гвинею, где марксистское движение ПАИГК вело войну за независимость. Томассевич консультировал командование партизанской армии ПАИГК, участвовал в планировании боевых операций.
В 1967 Томассевич нелегально находился в Венесуэле. Помогал организовать прокоммунистическое повстанческое движение. Скрывался в партизанских полевых условиях постоянной опасности, голода и болезни. Покидал Венесуэлу по поддельным документам, возвращался на Кубу через Бразилию и Францию. В этой связи отмечал, что «Фидель не бросает своих».
Вернувшись на Кубу, Томассевич вновь занимал высокие армейские посты. Он стал единственным кубинским военачальником, возглавлявшим командование Западной, Восточной и Центральной военных зон. Был кооптирован в ЦК Коммунистической партии Кубы. В 1972 сопровождал Фиделя Кастро при визите в Гвинею, на переговорах с Ахмедом Секу Туре. В 1976 Рауль Томассевич получил звание дивизионного генерала.
Особое значение в кубинской внешней политике имело ангольское направление. Военная поддержка Кубы определила победу коммунистической МПЛА в вооружённой борьбе за власть. С 1977 по 1979 генерал Томассевич возглавлял в Анголе кубинскую военную миссию (на этот период пришлись массовые репрессии после подавления Мятежа «фракционеров» при решающем участии кубинских войск). Вновь командовал кубинскими войсками в Анголе в 1981 в ходе «Операции „Оливо“», едва не погиб при падении вертолёта на его машину. Руководил системой кубино-ангольского военного сотрудничества в 1988. Томассевич играл видную роль в ангольской гражданской войне — не только в части подготовки правительственной армии, но и в прямых военных операциях против повстанцев УНИТА. Планировался даже захват Жонаша Савимби, однако этого осуществить не удалось.

## Последние годы
После Анголы генерал Томассевич ещё десять лет оставался на действительной службе. Ушёл в запас в 1998.
Проводил время в кругу семьи, писал воспоминания о своём пребывании в тюрьме, о подпольной борьбе и об ангольской войне. Свою автобиографию, написанную в соавторстве с полковником Хосе Гарсига Бланко, генерал Томассевич назвал General Tomassevich: un héroe de la Revolución Cubana — Генерал Томассевич: герой Кубинской революции. 19 апреля 2001, в день торжеств 40-летия боёв на Плайя-Хирон, Томассевичу было присвоено звание Герой Кубы. Четыре месяца спустя Рауль Менендес Томассевич скончался в возрасте 72 лет.

## Личность
Официальные кубинские источники оценивают Рауля Томассевича как человека «храброго и скромного», оппозиционные — как «безжалостного и беспринципного». Но те и другие отмечают нестандартность его мышления и действий. Это имело даже внешние выражения: например, Томассевич никогда не отращивал бороду, несмотря на обычай сторонников Фиделя Кастро.